# 第4装甲擲弾兵師団 (ドイツ連邦陸軍)
第4装甲擲弾兵師団（ドイツ語：4. Panzergrenadierdivision）は、ドイツ連邦陸軍の師団のひとつ。1994年に解散した。師団の部隊は主に東部バイエルン州およびオーバーフランケンに駐屯していた。「新任務のための新陸軍」（1996年から2000年）で師団は第1空挺師団と合併し、コマンドー空中機動部隊 / 第4師団となり装甲擲弾兵師団としては終了する。後継師団は2001年に特殊作戦師団になる。

## 歴史

### 第1次編制
1956年7月1日、国境警備隊南部司令部の下で第4擲弾兵師団として南ミュンヘンで編成され、A4戦闘群（アムベルク）、B4戦闘群（コーブルク）を基幹部隊とし、ウルムの第2軍団に所属した。また、同年9月15日に師団司令部はレーゲンスブルクに移転した。
- A4戦闘群　在アムベルク
- B4戦闘群　在コーブルク、のちにエルヴァンゲン
- 第4通信大隊　在レーゲンスブルク
- 第4擲弾兵大隊　在デッゲンドルフ
- 第14擲弾兵大隊　在シュタットシュタイナハ
- 第24擲弾兵大隊　在コーブルク、のちにエルヴァンゲン
- 第34擲弾兵大隊　在コーブルク、のちにヴィルトフレッケン
- 第4戦車大隊　在ヴァイデン、のちにアムベルク
- 第4工兵大隊　在ローゼンハイム
- 第4防空連隊　在アムベルク
- 第4砲兵連隊　在ヴァイデン
- 第4野整備中隊　在アムベルク
- 第4補給中隊　在ムルナウ
- 第4野戦憲兵中隊　在レーゲンスブルク
- 第4軍楽隊　在ミュンヘン

1958年5月15日にはさらにC4戦闘群が配属され、B4戦闘群本部を基幹に独立第30装甲旅団を編成し、同年に師団は北大西洋条約機構に結合される。

### 第2次編制
1959年3月18日に第4装甲擲弾兵師団に改称・改編され、戦闘群は旅団に改編された。第10装甲擲弾兵旅団はヴァイデンに、第11装甲擲弾兵旅団（旧B4戦闘群）はボーゲンに、第12装甲旅団（旧A4戦闘群）はアムベルクにて、そして独立第30装甲旅団は第30装甲旅団として改編される。第30装甲旅団は1959年7月に第10装甲擲弾兵師団に配転された。

### 第3次・第4次編制
1970年、第3次編制で師団は第4猟兵師団に改称・改編される。隷下の装甲擲弾兵旅団は猟兵旅団に再編成する。その後第4次編制で1980年に再び師団名が装甲擲弾兵に改称・改編される。以下は第4次編制当時の部隊構成。
- 第10装甲擲弾兵旅団　在ヴァイデン
- 第11装甲擲弾兵旅団　在ボーゲン
- 第12装甲旅団　在アムベルク
- 第4砲兵連隊　在レーゲンスブルク
  - 第41野戦砲兵大隊
  - 第42ロケット砲兵大隊　在ヘーマウ
  - 第43観測大隊　在アムベルク
  - 第4監視中隊　在ヘーマウ
- 第4防空連隊　在レーゲンスブルク
- 第4装甲偵察大隊　在ローディング
- 第4工兵大隊　在ボーゲン
- 第4通信大隊　在レーゲンスブルク
- 第4整備大隊　在レーゲンスブルク
- 第4補給大隊　在レーゲンスブルク
- 第4衛生大隊　在レーゲンスブルク
- 第41から第45野戦予備大隊（非現役）
- 第46猟兵大隊（非現役）　在ヘーマウ
- 第47猟兵大隊（非現役）　在ノインブルク・フォルム・ヴァルト
- 第48警備大隊（非現役）　在アムベルク
- 第4陸軍航空隊　在フェルトキルヘン
- 第4軍楽隊　在レーゲンスブルク

1994年、師団は第1空挺師団と合併し、コマンドー空中機動師団 / 第4師団に改編された。伝統継承の観点から第4師団の名称が付けられた。2001年には同師団は特殊作戦師団に改編されている。

## 歴代師団長
| 代 | 氏名                                                                            | 着任          | 離任          |
| -- | ------------------------------------------------------------------------------- | ------------- | ------------- |
| 1  | ハンス・ホフナー陸軍准将 Hans Höffner                                           | 1956年7月     | 1956年8月     |
| 2  | クルト・スピッツァー陸軍少将 Kurt Spitzer                                       | 1956年9月     | 1957年4月     |
| 3  | ヘルムート・レーゲラー陸軍少将 Hellmuth Laegeler                                | 1957年5月     | 1959年10月    |
| 4  | フリードリヒ・アルフレート・ユーベルハック陸軍少将 de:Friedrich Alfred Übelhack | 1959年10月    | 1964年3月31日 |
| 5  | ヨハン・ハルテル陸軍少将 Johannes Härtel                                        | 1964年4月1日  | 1966年3月31日 |
| 6  | ヘルムート・ガラサイ陸軍少将 de:Helmut Grashey                                  | 1966年4月1日  | 1968年9月30日 |
| 7  | ヘルムート・シェーネフェルト陸軍少将 Helmut Schönefeld                          | 1968年10月1日 | 1970年9月30日 |
| 8  | ヨアヒム＝フリチョフ・リントナー陸軍准将 Joachim-Frithjof Lindner               | 1970年10月1日 | 1971年1月     |
| 9  | リューディガー・フォン・ライヒェルト陸軍少将 de:Rüdiger von Reichert            | 1971年1月     | 1974年9月30日 |
| 10 | ゲルト・コールマン陸軍少将 Gert Kohlmann                                        | 1974年10月1日 | 1980年3月31日 |
| 11 | ゲルハルト・ワクター陸軍少将 Gerhard Wachter                                    | 1980年4月1日  | 1982年9月30日 |
| 12 | ヴォルフガング・オデンダール陸軍少将 Wolfgang Odendahl                          | 1982年10月1日 | 1985年3月31日 |
| 13 | クルト・バルテル陸軍少将 Kurt Barthel                                           | 1985年4月1日  | 1989年9月30日 |
| 14 | ユルゲン・ライヒャルト陸軍少将 de:Jürgen Reichardt                              | 1989年10月1日 | 1994年3月31日 |